# Machimus rubidus
Machimus rubidus är en tvåvingeart som först beskrevs av James Stewart Hine 1909.  Machimus rubidus ingår i släktet Machimus och familjen rovflugor. Inga underarter finns listade i Catalogue of Life.